# Potas
Potas (K, łac. kalium) – pierwiastek chemiczny z grupy metali alkalicznych o liczbie atomowej 19.

## Odkrycie
Metaliczny potas odkrył i wyodrębnił w 1807 roku Humphry Davy poprzez elektrolizę stopionego wodorotlenku potasu przy użyciu nowo odkrytego ogniw galwanicznego. Potas był pierwszym metalem wyizolowanym przez elektrolizę. Polską nazwę zaproponował Filip Walter.

## Występowanie, izotopy
Głównymi minerałami są sylwin, sylwinit, karnalit, kainit, langbeinit i różne glinokrzemiany.
Trwałe są izotopy 39
K oraz 41
K. Ważnym nietrwałym izotopem jest słabo promieniotwórczy 40
K, z którego, zależnie od sposobu przemiany, powstaje 40
Ar lub 40
Ca. Przemiana w argon jest wykorzystywana w datowaniu skał i minerałów metodą potasowo-argonową.
Izotop 40K, pomimo dość długiego czasu połowicznego rozpadu (1,277 mld lat) jest na tyle powszechny w przyrodzie (0,0117% zawartości całego potasu), że stanowi największe źródło promieniowania pochodzącego od wewnątrz organizmów. Przykładowo w ciele człowieka daje on 4000 rozpadów (β lub γ) i jest to obok węgla 14C (również ok. 2600-4000 Bq) największa wartość, przy czym rozpady 40K są relatywnie wysokoenergetyczne, więc dawka promieniowania wynikająca z jego rozpadu jest największa.

## Charakterystyka
Potas jest bardzo miękkim metalem. Można go kroić nożem, niczym ser. Jest bardzo aktywnym pierwiastkiem, potencjał standardowy układu K+
/K wynosi −2,93 V. W kontakcie z wodą i kwasami zapala się, często wybuchowo. Reaguje z alkoholami, wypierając z nich wodór i tworząc alkoholany. O ile jego powierzchnia nie jest spasywowana (na powietrzu pokrywa się warstwą nadtlenku K
2O
2), w kontakcie z powietrzem może się zapalić. Przechowuje się go w nafcie lub oleju parafinowym (najlepiej pod warstwą argonu).
Ważnymi związkami potasu są tlenek K
2O, nadtlenek K
2O
2 i wodorotlenek KOH, będący bardzo silną zasadą, oraz wiele soli. Prawie wszystkie sole potasu są dobrze rozpuszczalne w wodzie. Do trudno rozpuszczalnych soli potasu należą: nadchloran KClO
4, heksachloroplatynian(IV) K
2[PtCl
6] oraz wodorowinian KHC
4H
4O
6.
Potas tworzy także wodorek. Spalany w nadmiarze tlenu tworzy żółty ponadtlenek KO
2, a w ozonie pomarańczowy ozonek KO
3. Ważnym odczynnikiem chemicznym jest nadmanganian potasu KMnO
4.
Potas, podobnie jak sód, wykazuje chemiluminescencję – podczas powolnego utleniania tlenem atmosferycznym występuje delikatne świecenie.
Kationy K+
 należą do V grupy i barwią płomień na kolor różowo-fioletowy.

## Znaczenie biologiczne
- bierze udział w przewodzeniu impulsów przez neuron
- podwyższa stopień uwodnienia koloidów komórkowych
- stanowi aktywator wielu enzymów

### Potas w żywności
Poniższa tabela przedstawia zawartość potasu w 100 g poszczególnych produktów (uwzględniono tylko te produkty, które w 100 g zawierają min. 250 mg potasu).
| Produkt                                                | zawartość potasu |
| ------------------------------------------------------ | ---------------- |
| soja sucha                                             | 2100 mg          |
| kakao                                                  | 1900 mg          |
| morele suszone                                         | 1700 mg          |
| fasola sucha                                           | 1200 mg          |
| otręby pszenne                                         | 1182 mg          |
| orzechy pistacjowe                                     | 1100 mg          |
| koncentrat pomidorowy                                  | 1070 mg          |
| mak                                                    | 960 mg           |
| groch suchy                                            | 940 mg           |
| soczewica sucha                                        | 870 mg           |
| nasiona słonecznika                                    | 800 mg           |
| pestki dyni                                            | 810 mg           |
| owoce suszone, daktyle, figi, jabłka, rodzynki, śliwki | 650–950 mg       |
| frytki                                                 | 700 mg           |
| Komosa ryżowa                                          | 674 mg           |
| migdały, orzechy ziemne, laskowe                       | 600–800 mg       |
| awokado                                                | 600 mg           |
| gorzka czekolada                                       | 581 mg           |
| otręby owsiane                                         | 566 mg           |
| szpinak                                                | 550 mg           |
| orzechy włoskie                                        | 500 mg           |
| Pierś z indyka                                         | 460 mg           |
| ziemniaki (surowe)                                     | 454 mg           |
| Halibut                                                | 446 mg           |
| kakao gorzkie 16%                                      | 420 mg           |
| banan                                                  | 395 mg           |
| wieprzowina                                            | 390 mg           |
| płatki owsiane, jęczmienne, żytnie                     | 380–400 mg       |
| chleb pełnoziarnisty                                   | 300–400 mg       |
| chude mięso                                            | 300–400 mg       |
| ryby                                                   | 300–400 mg       |
| kasze gruboziarniste                                   | 200–400 mg       |
| ziemniaki (gotowane)                                   | 295 mg           |

Źródło: wg Kunachowicz H. i wsp.: Tabele składu i wartości odżywczej żywności. Wyd. Lek. PZWL, Warszawa 2005.

### Skutki niedoboru
Niedobór u człowieka powoduje:
- osłabienie organizmu
- zmniejszenie kurczliwości mięśnia sercowego
- osłabienie mięśni szkieletowych i gładkich

Niedobór u roślin powoduje:
- chlorozę liści
- zwiędły pokrój rośliny
- zahamowanie wzrostu korzenia, pędu
- martwicę organów

Kationy potasu są głównymi jonami wewnątrzkomórkowymi, koniecznymi do utrzymania potencjału czynnościowego błon komórkowych (patrz: znaczenie biologiczne pierwiastków).